# Saint-Georges-d'Aurac

Saint-Georges-d'Aurac este o comună în departamentul Haute-Loire, Franța. În 2009 avea o populație de 441 de locuitori.